# Newcastle upon Tyne

Położenie Newcastle upon Tyne na mapie hrabstwa Tyne and Wear

Newcastle upon Tyne, City of Newcastle upon Tyne (łac. Novum Castellum super Tinam) – miasto i dystrykt metropolitalny w północno-wschodniej Anglii (Wielka Brytania), w hrabstwie ceremonialnym Tyne and Wear, położone na północnym brzegu rzeki Tyne, nieopodal jej ujścia do Morza Północnego. Wchodzi w skład aglomeracji Tyneside. W 2021 roku miasto liczyło 286 445 mieszkańców.

## Historia
Badania archeologiczne udowodniły istnienie prehistorycznych osad ludzkich przy ujściu rzeki Tyne, jednak historia Newcastle znana jest od czasów panowania cesarza Hadriana. Za jego rządów (I w. n.e.) wybudowano Wał Hadriana, stanowiący granicę imperium rzymskiego. W owym czasie powstał też warowny obóz i pierwszy most nad Tyne.

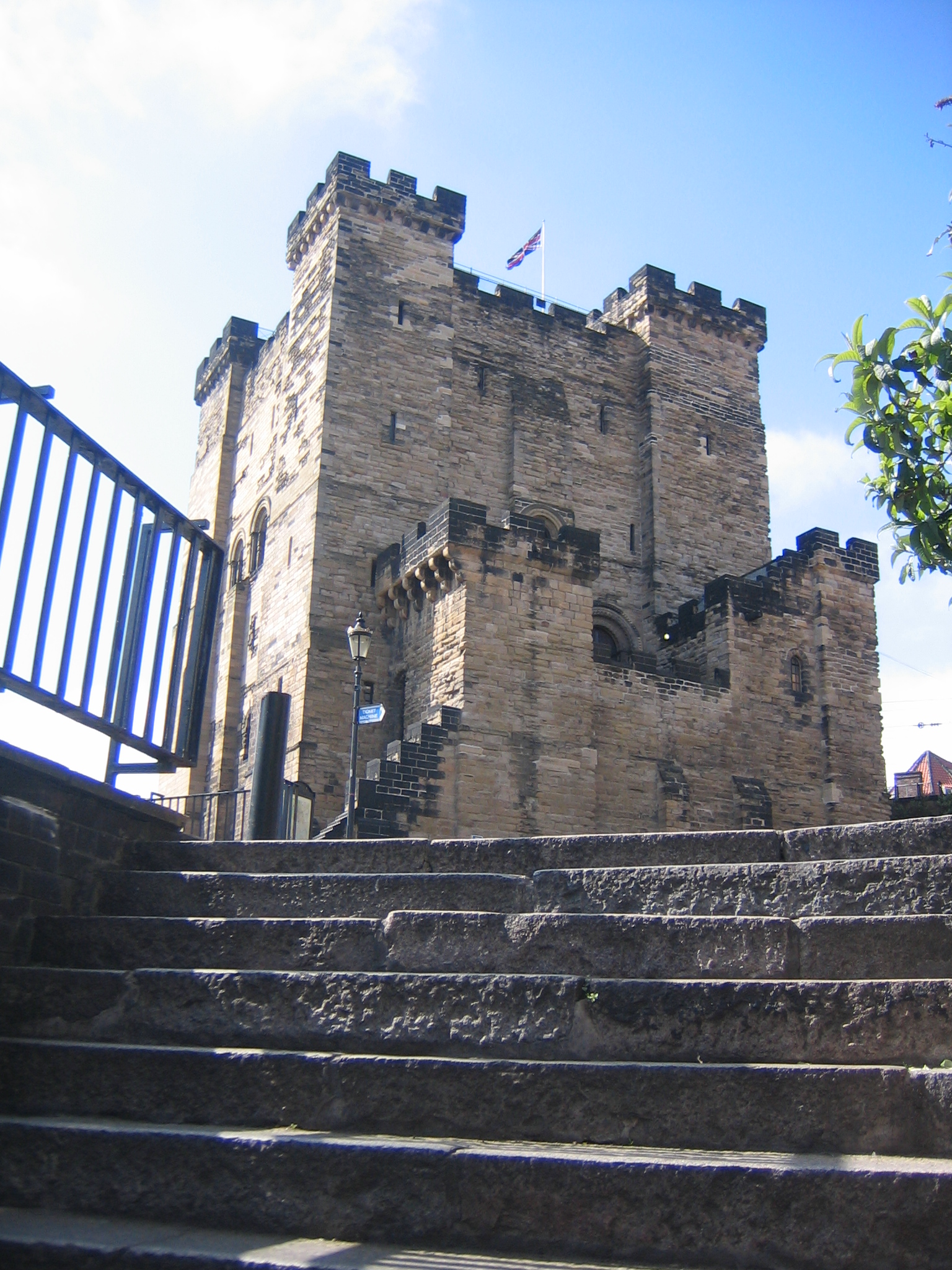
Kamienny zamek z XII wieku

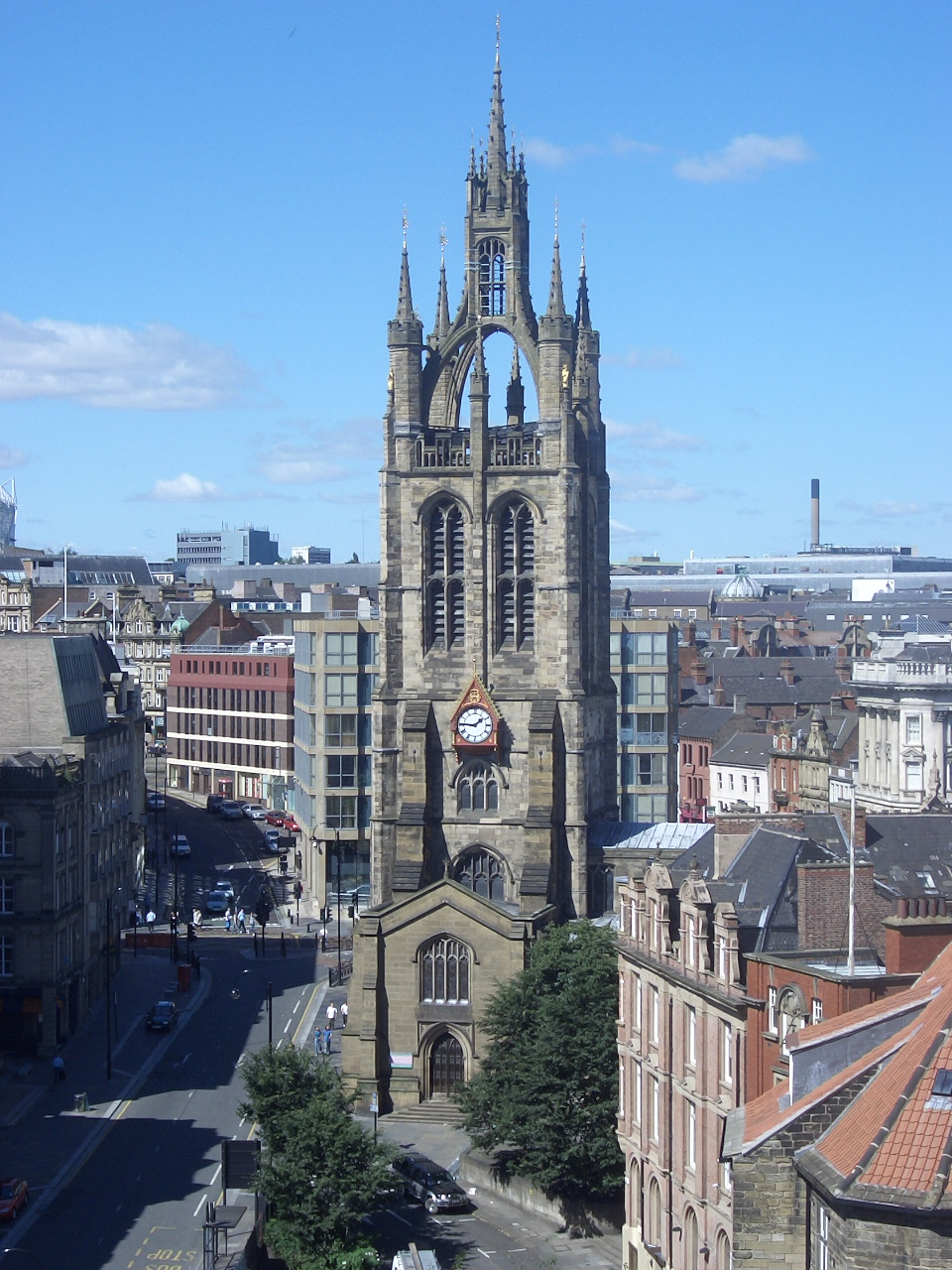
Katedra św. Mikołaja

W 1080 roku Robert II Krótkoudy, syn Wilhelma Zdobywcy, wzniósł tu drewniany zamek, od którego pochodzi nazwa miasta. W średniowieczu pełnił on funkcję obronną, strzegąc ujścia rzeki. Budowla stanowiła również główną bazę wypraw przeciwko Szkocji. W XII wieku drewnianą konstrukcję The Castle zastąpiono kamienną. Była to solidna forteca z charakterystycznymi wieżyczkami.
W wiekach średnich miasto stało się głównym europejskim ośrodkiem wydobycia węgla kamiennego. Uruchomiono rzeczny port wywozowy, dzięki któremu węgiel stał się szeroko stosowany w całym kraju. W wiekach XIV i XV wydobycie osiągnęło ogromne rozmiary. W XIX wieku następował dalszy rozwój, charakteryzujący się powstaniem przemysłu maszynowego i stalowego. Powstała tu wówczas jedna z największych na świecie stoczni okrętowych. Dobrze prosperująca baza stoczniowa przeobraziła się z czasem w wielki kompleks przemysłowy.
W ostatnich dziesięcioleciach przemysł stoczniowy podupadł, co przełożyło się na wzrost bezrobocia. Obecnie miasto zatraca swój robotniczy charakter, wzrosło znaczenie przemysłu elektronicznego i maszynowego.

## Architektura
W centrum Newcastle dominują budynki XIX-wieczne, często wzniesione w stylu klasycystycznym; sporo jest też budowli posiadających znacznie dłuższą historię. Są to przede wszystkim kościoły (katedra św. Mikołaja) i średniowieczny zamek (Blake Gate z XIII wieku).
Symbolem Newcastle jest wielki zielony Tyne Bridge, będący pierwowzorem mostu portowego w Sydney. Łukowa budowla z 1928 roku, wykonana ze stali, ma rozpiętość 162 metrów i jest najdłuższą taką konstrukcją na Wyspach Brytyjskich.
Z architektonicznego punktu widzenia ciekawe pozostają fasady kamienic przy Grey Street. Pochodzący z połowy XIX wieku budynek dworca kolejowego uważany jest za jeden z okazalszych w północnej Anglii.
Zbudowany w 1091 roku kościół (od 1882 katedra) pod wezwaniem Mikołaja z Miry, opiekuna żeglarzy, od wzniesienia wieży latarniowej w 1448 był punktem nawigacyjnym dla jednostek pływających po rzece Tyne. Wieża mierzy 58,5 m od podstawy dzwonnicy. 6 grudnia 2011, dzięki dotacji 20 000 funtów od Fenwick Family Trust, po 40 latach przywrócono iluminację szczytu wieży.

## Gospodarka
Newcastle było niegdyś miastem robotniczym, o dużej koncentracji przemysłu, i wielkim ośrodkiem stoczniowym. Po upadku tych sektorów wiele budynków poprzemysłowych pozostaje niewykorzystanych, jednak władze samorządowe starają się rewitalizować opuszczone obszary. Byłe fabryki zamieniane są na obiekty mieszkalne i kulturalne.
W mieście istnieje browar.
Jest ośrodkiem przemysłu stoczniowego, maszynowego, elektrotechnicznego, chemicznego oraz wydobycia węgla kamiennego.

## Transport
Na północno-zachodnich peryferiach miasta znajduje się międzynarodowy port lotniczy. Przez Newcastle przebiega autostrada A1, prowadząca ze Szkocji w głąb Anglii.
Promy przedsiębiorstwa DFDS Seaways zapewniają regularne połączenia z Norwegią i Holandią.
Miasto położone jest na linii kolejowej East Coast Main Line, prowadzącej z Londynu do Edynburga.
W Newcastle istnieje kolej aglomeracyjna (metropolitalna), o nazwie Tyne and Wear Metro, łącząca jego centrum z okolicznymi miastami hrabstwa Tyne and Wear.

## Sport
Miasto stanowi siedzibę klubu piłkarskiego Newcastle United.

## Administracja
Na terenie dystryktu Newcastle upon Tyne (tożsamego z obszarem miasta) istnieje 6 pomocniczych jednostek samorządowych, zwanych parafiami cywilnymi: Blakelaw and North Fenham, Brunswick, Dinnington, Hazlerigg, North Gosforth i Woolsington.

## Miasta partnerskie
| - Bergen, Norwegia - Groningen, Holandia - Gelsenkirchen, Niemcy - Nancy, Francja - Taiyuan, Chińska Republika Ludowa - Atlanta, Stany Zjednoczone | - Hajfa, Izrael - Newcastle, Australia - Newcastle, Południowa Afryka - Malmö, Szwecja - Little Rock, Stany Zjednoczone - Gdańsk, Polska |